# Paxton (Illinois)
Pour les articles homonymes, voir Paxton.
La ville de Paxton est le siège du comté de Ford, dans l’État de l’Illinois, aux États-Unis.